# Mountain City (Geórgia)
Mountain City é uma cidade  localizada no estado americano de Geórgia, no Condado de Rabun.

## Demografia
Segundo o censo americano de 2000, a sua população era de 829 habitantes.
Em 2006, foi estimada uma população de 764, um decréscimo de 65 (-7.8%).

## Geografia
De acordo com o United States Census Bureau tem uma área de 4,6 km², dos quais 4,6 km² cobertos por terra e 0,0 km² cobertos por água.

## Localidades na vizinhança
O diagrama seguinte representa as localidades num raio de 24 km ao redor de Mountain City.